# Ghana na Letnich Igrzyskach Paraolimpijskich 2008
Ghana na Letnich Igrzyskach Paraolimpijskich reprezentowało 2 zawodników.

## Kadra

### Lekkoatletyka
- Nkegbe Botsyo
- Ajara Busonga Mohammed